# Колюшево
Колюшево — деревня в Завьяловском районе Удмуртии, входит в Гольянское сельское поселение. Расположено в 30 км к востоку от центра Ижевска. Через деревню протекает река Докшанка.

## История

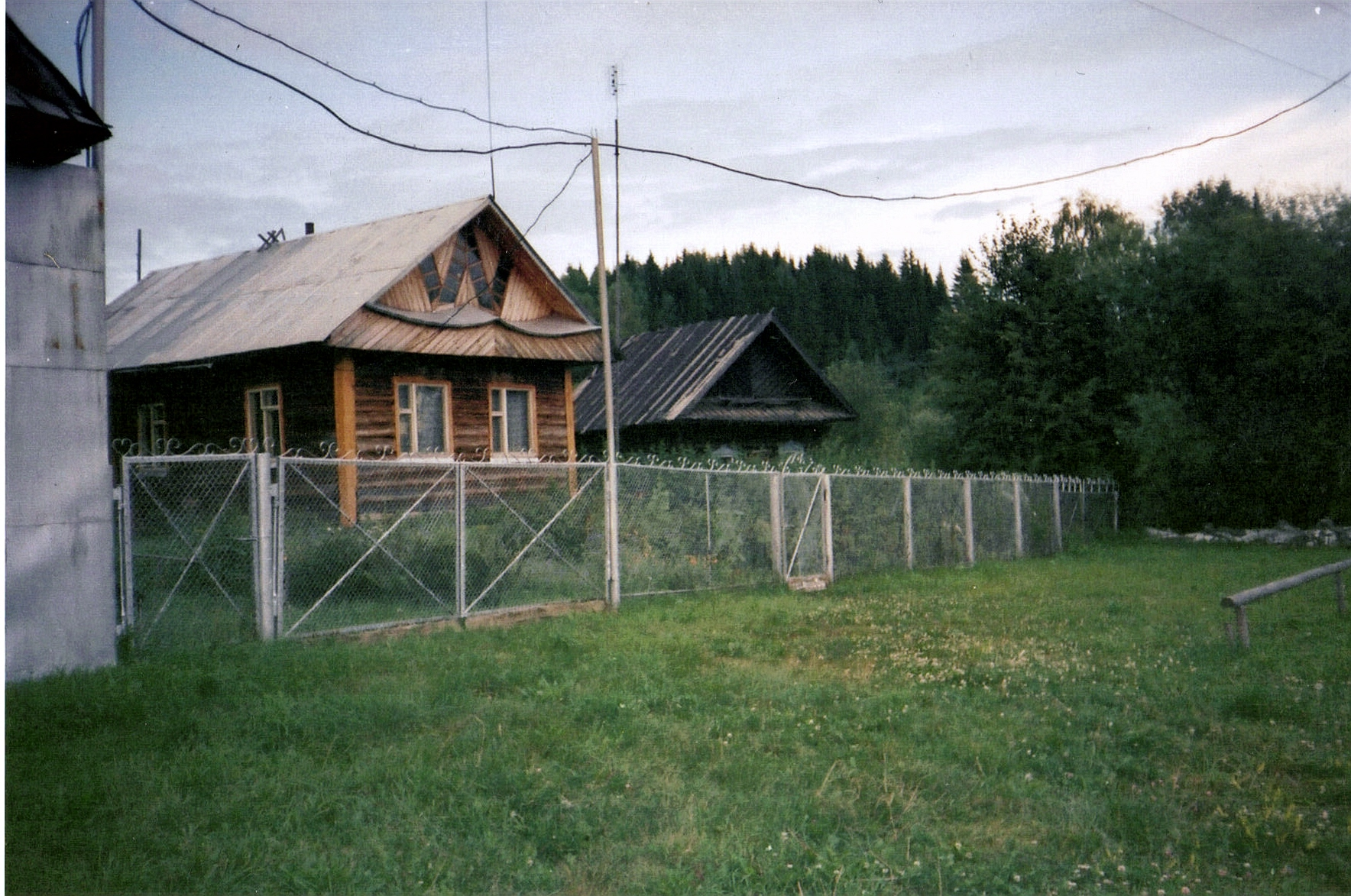
Колюшево. Усадьба Ломаевых

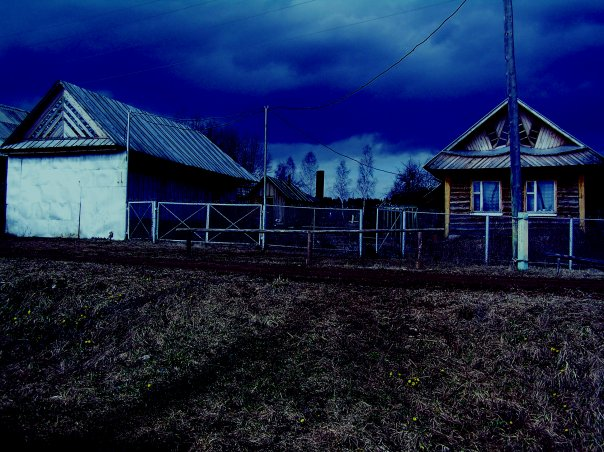
Дом в деревне Колюшево

Первое упоминание о деревне встречается в подворной "Ландратской" переписи 1716 года. В данной переписи идёт ссылка на перепись 1710-11 годов в которой деревни Докша и Кулюшево описываются вместе. На тот период в них было 23 двора.
В середине 18 века, переселенцы из деревни Кулюшевой основали починок Ключ Гремихи, в последующем ставший деревней Гремихи (ныне деревня не существует) В конце 18 века переселенцы из д. Кулюшева и д. Патраковой основали нынешнее село Июльское (Воткинский район УР).
В начале 19 века жители Кулюшево основали починок Молчанова, ныне деревня Молчаны. Примерно в 1824 году  основан починок Тихий Ключ, ныне деревня Тихий Ключ. Эта деревня также основана переселенцами из деревни Кулюшевой Гольянской волости.
По данным десятой ревизии в 1859 году в 115 дворах казённой деревни Кулюшева Сарапульского уезда Вятской губернии проживал 601 человек, в деревне стояла православная часовня.
Характеристика деревни из «Материалов по статистике Вятской губернии» 1892 года: «Общество Кулюшевское. Деревня Кулюшево расположена при речке Кулюшевке, в 40 верстах от уездного города, в 7 верстах от волостного правления и училища и в 10 верстах от приходской церкви. Жители — русские, б.непременные работники и удельные крестьяне, православные, раскольники и единоверцы. О времени основания деревни нет никаких сведений, но старики слыхали, что когда здесь был Пугачёв, то дворов было больше чем ныне. После того много жителей разъехалось на новые починки. Про Пугачёва рассказывают, что он, будучи в этих местах, повесил за языки многих „коштанов“ (коштан — понятие равносильное „кулак“, а иногда „коштанами“ называю богатых мужиков, живущих не в ладах с обществом, имеющих притом, благодаря богатству, влияние на ход общественных дел), а сильных мужиков вербовал в свои полчища. В полуверсте от деревни, на севере, лежит старинное кладбище, на котором не хоронили уже задолго до Пугачёва. В те времена умерших отпевали заочно. Земля разделена по ревизским душам. В селении насчитывается до 6 штук веялок. Обществу принадлежит 4 водяных мукомольных мельницы, расположенных на речке Кулюшевке, кроме того, общество имеет несколько паёв в мельнице, принадлежащей крестьянину деревни Лошкарёвой»
По данным 1928 года в Колюшево проживало 606 человек.. 

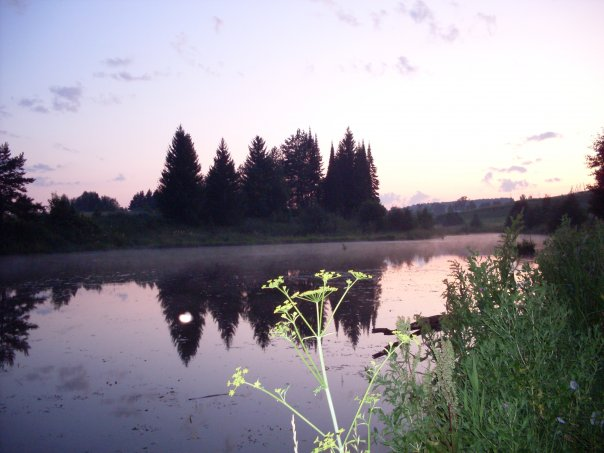
Колюшевский пруд

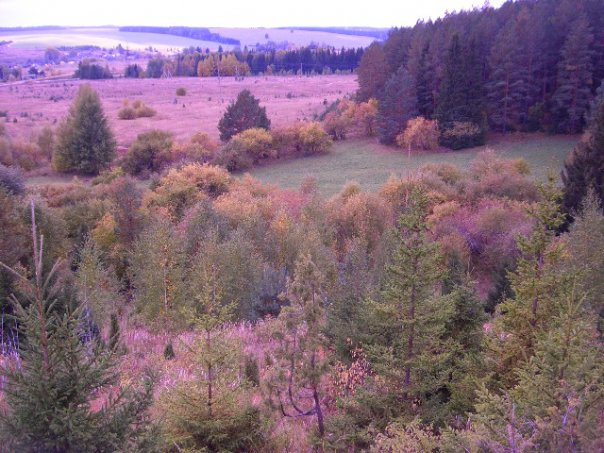
Колюшево, вид с «Волчьей горы»

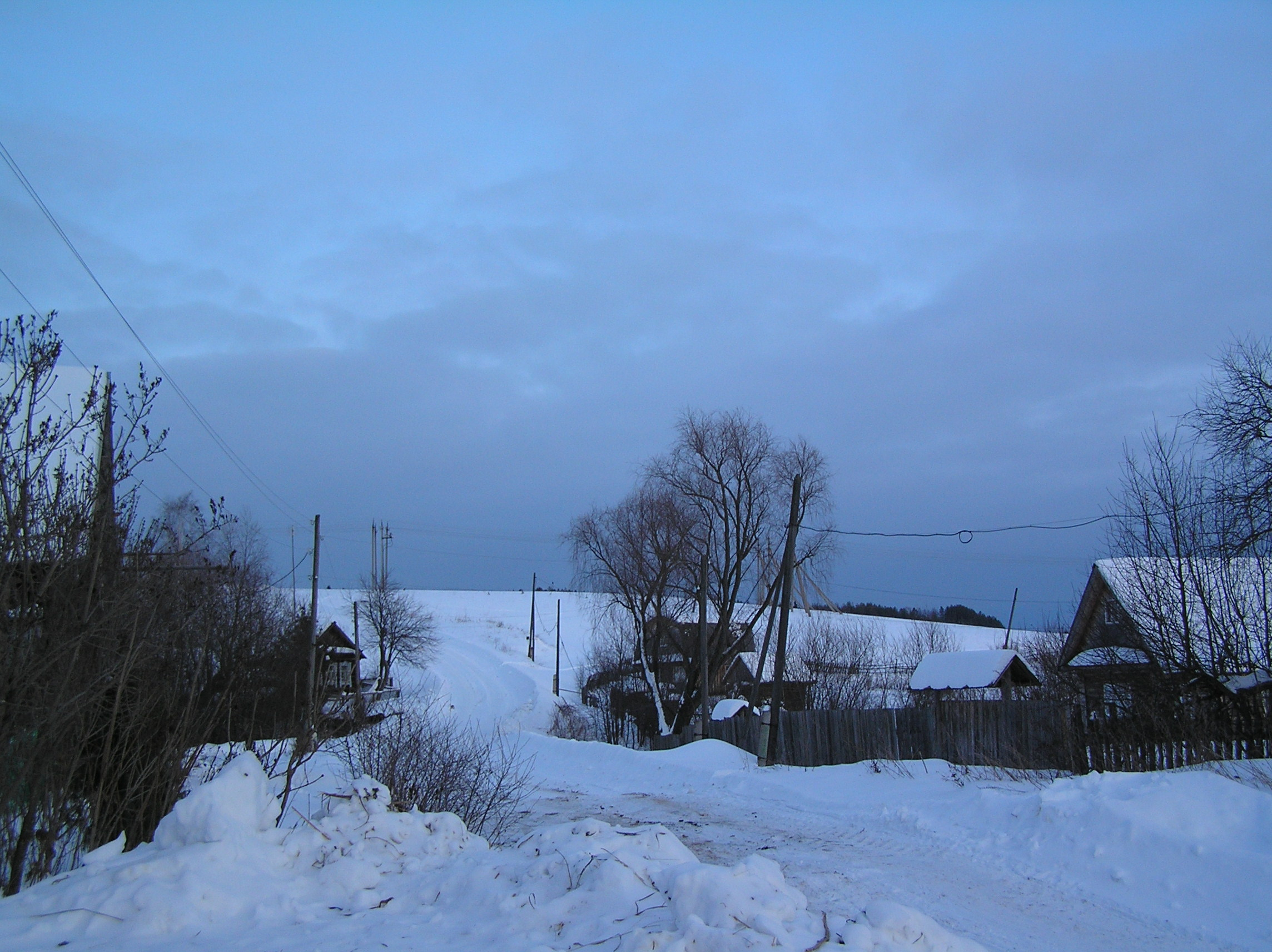
Колюшево зимой

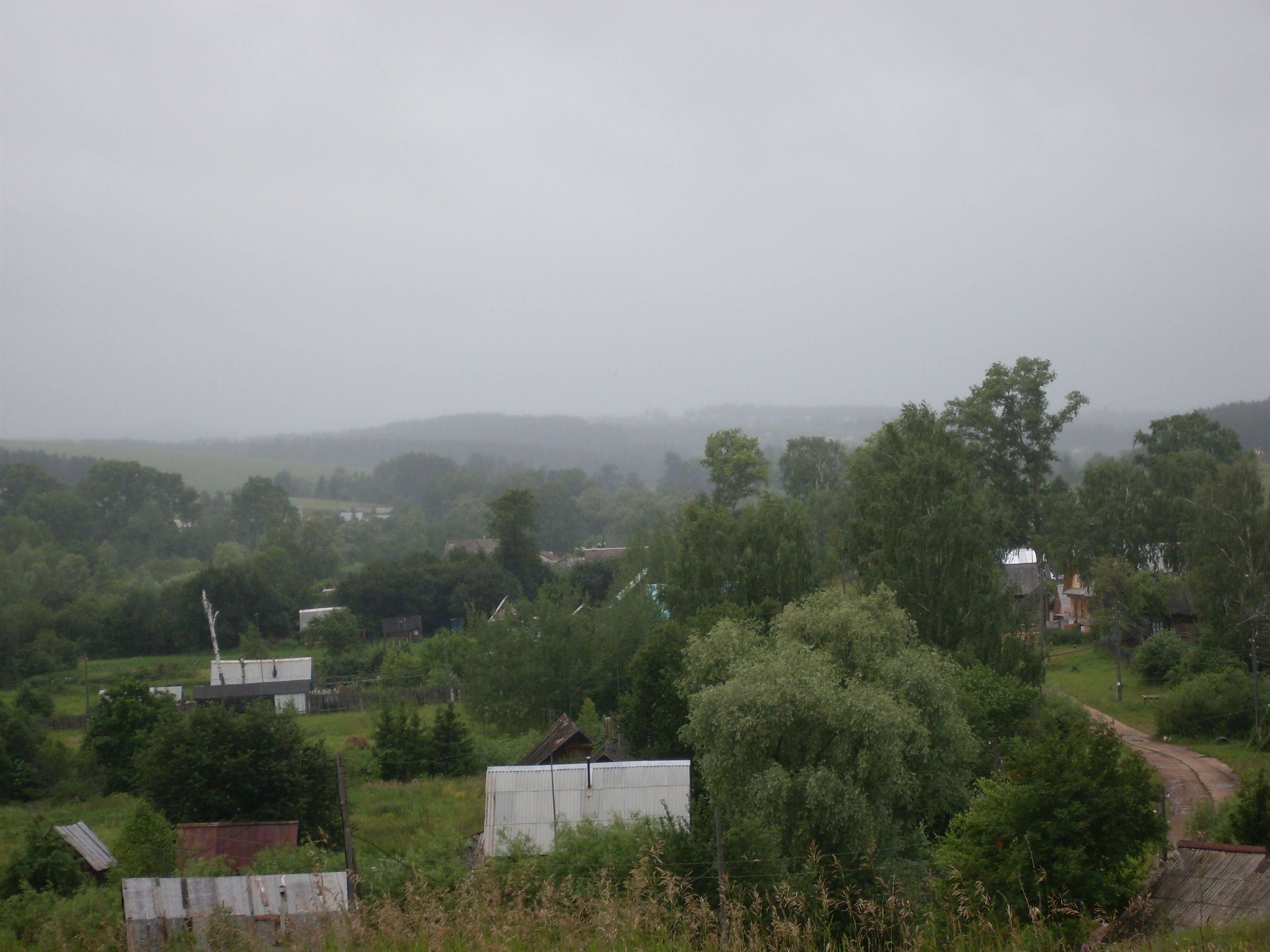
Колюшево. Туман.

### Колюшевский Павлик Морозов
Следственное дело по обвинению Дерюшева Еремея Евлампиевича, жителя деревни Колюшево Сарапульского района, можно отнести к классике советского правосудия. Оно могло бы стать и классикой соцреализма, попади в мастеровые руки. События здесь развиваются в закономерном историческом векторе, антагонизм классов доведён до цвета побежалости, и финал, несмотря на трагические нотки, звучит жизнеутверждающе. Характеристику обвиняемого расшифровывать не стоит. Махровый в прошлом кулак, тусклый осколок прошлого, большой семейный куст которого сослали на Север. Анкета положительного героя безупречна: «Холмогоров Иван Александрович, образование — два класса сельской школы, социальное положение — бедняк, род занятий — ученик, партийность — пионер».

… После кипа иду я домой часов в двенадцать ночи, — старательно выведено мальчишкой, — смотрю — идет Дерюшев Еремей и несёт один аржаной сноп…" Далее события уходят в чистый детектив. Злоумышленник тоже увидел мальчишку, положил сноп на землю и забежал в собственный двор. Укрывшись за столбом ворот, стал ждать, когда пройдет неожиданный свидетель. Пионер пошел на оперативную хитрость, завернул за угол, но тут же присел за палисадник и продолжил наблюдение. Преступник выскочил и, боязливо озираясь, упёр сноп во двор…

Из Вани Холмогорова успели выделать хорошего пионера, и он утром рассказал всё кому надо. Хищенец варил аржаную кашу, когда за ним пришли. Обвинение по «указу о пяти колосках» и обещание расстрела он встретил совсем спокойно, как знал, что всевышний его спасёт. 20 января 1933 года, за неделю до суда, Еремей Евлампиевич умер в камере исправдома. Ему было семьдесят девять лет.

### Колюшевское городище
Находится в 1 км к Северо-Западу от деревни Колюшево, на возвышенности под названием «опупок». Раскопки велись в 1962—1964 годах. Колюшевское городище относится к мазунинской археологической культуре III-V век н.э. Культурный слой слабый.

## Топонимы
Мерку́шина яма, Семета́ев лог, Варла́мова яма, Горева́, То́йма, Эрма́нка (Юрма́нка), Подмаре́нник, Поре́ки, Маленький угорчик, Емала́ниха, Го́лкова яма, Сухой лог, Ерёмина гора, Сиверу́ха, Кобылья речка.

## Улицы
- Заречная улица (до революции — Лошмания, в советское время — Ленина)
- Садовая улица (ранее — Верхний конец)
- Прудовая улица (ранее — Нижний конец)

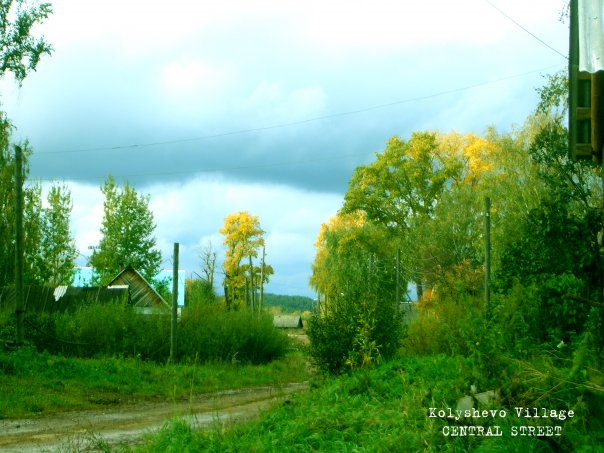
Улица Садовая